# Machimus smithi
Machimus smithi là một loài ruồi trong họ Asilidae. Machimus smithi được Joseph & Parui miêu tả năm 1986. Loài này phân bố ở miền Ấn Độ - Mã Lai.